# Olympische Sommerspiele 1920/Rudern – Zweier mit Steuermann
Die Ruderregatta im Zweier mit Steuermann bei den Olympischen Sommerspielen 1920 wurde am 28. und 29. August auf dem Seekanal Brüssel-Schelde ausgetragen.

## Ergebnisse

### Halbfinale

#### Halbfinale 1
| Rang | Nation  | Athleten                                                                  | Zeit       |
| ---- | ------- | ------------------------------------------------------------------------- | ---------- |
| 1    | Italien | Ercole Olgeni Giovanni Scatturin Guido De Filip (Steuermann)              | 8:10,0 min |
| 2    | Belgien | Georges Van Den Bossche Oscar Van Den Bossche René Van Damme (Steuermann) | 8:25,0 min |

#### Halbfinale 2
| Rang | Nation     | Athleten                                                   | Zeit       |
| ---- | ---------- | ---------------------------------------------------------- | ---------- |
| 1    | Frankreich | Gabriel Poix Maurice Bouton Ernest Barberolle (Steuermann) | 9:15,0 min |

#### Halbfinale 3
| Rang | Nation  | Athleten                                                 | Zeit       |
| ---- | ------- | -------------------------------------------------------- | ---------- |
| 1    | Schweiz | Édouard Candeveau Alfred Felber Paul Piaget (Steuermann) | 8:50,0 min |

### Finale
| Rang | Nation     | Athleten                                                     | Zeit       |
| ---- | ---------- | ------------------------------------------------------------ | ---------- |
| 1    | Italien    | Ercole Olgeni Giovanni Scatturin Guido De Filip (Steuermann) | 7:56,0 min |
| 2    | Frankreich | Gabriel Poix Maurice Bouton Ernest Barberolle (Steuermann)   | 7:57,0 min |
| 3    | Schweiz    | Édouard Candeveau Alfred Felber Paul Piaget (Steuermann)     | unbekannt  |